# Lily James

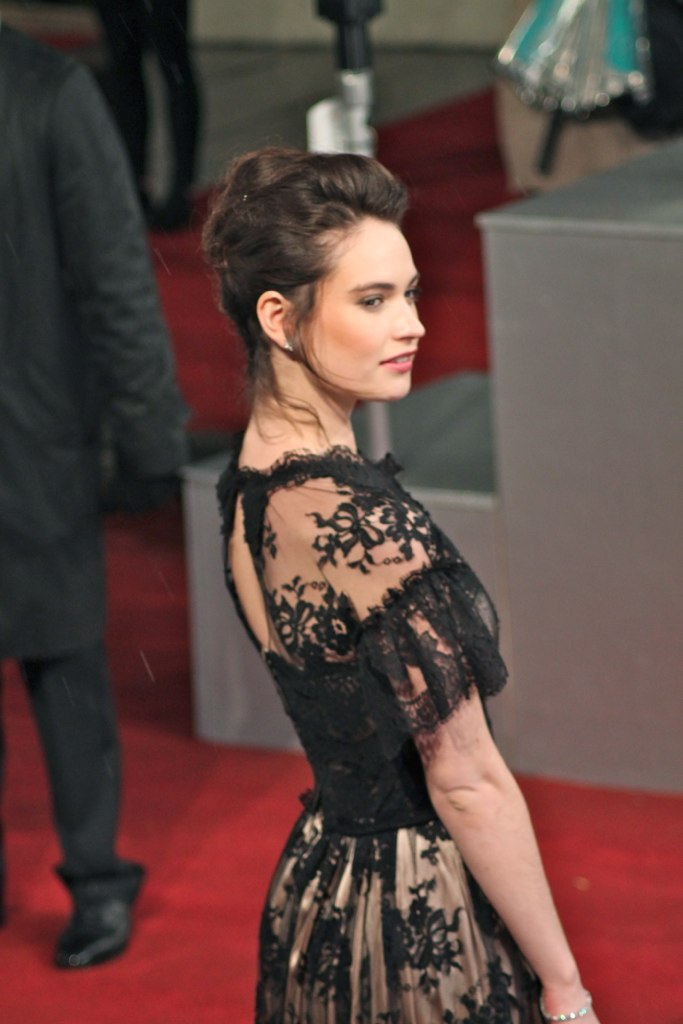
Lily James (BAFTA 2013)

Lily James, właśc. Lily Chloe Ninette Thomson (ur. 5 kwietnia 1989 w Esher) – angielska aktorka.
Swoją profesjonalną karierę aktorską zaczynała jako Ethel Brown w serialu BBC Just William z 2010 roku. W latach 2011–2012 występowała w kilku londyńskich sztukach teatralnych. Od 2012 roku występowała w filmach hollywoodzkich, zagrała także w kilku epizodycznych rolach telewizyjnych.

## Życiorys

### Dzieciństwo i edukacja
Urodziła się w Esher, w hrabstwie Surrey, jest córką Ninette V.A. (z domu Mantle) oraz aktora i muzyka Jamesa (Jamie) S. Thomsona. Jej babcia, Helen Horton, była amerykańską aktorką.
Zaczynała naukę w Arts Educational School w Tring, następnie rozpoczęła studia aktorskie na Guildhall School of Music and Drama w Londynie, kończąc je w 2010 roku.

### Kariera
W 2011 roku zagrała Taylor w na deskach teatru Young Vic, w scenicznej adaptacji powieści Tanyi Ronder, Vernon God Little w reżyserii Rufusa Norrisa, Ninę we współczesnej adaptacji Mewy na scenie Southwark Playhouse oraz Desdemonę u boku Dominica Westa i Clarke’a Petersa w produkcji Daniela Evansa Otello w teatrze Crucible Theatre w Sheffield. Quentin Letts napisał na łamach dziennika „Daily Mail”:

„Możemy mieć nową aktorkę gwiazdę ... Dopiero rok temu ukończyła szkołę aktorską, jednak praktycznie dystansuje wszystkie swoje poprzedniczki w roli Desdemony w Otellu. Opanowanie, dykcja, urok – ma to wszystko... Jej postać, kobiety romansującej ze znacznie starszym żonatym mężczyzną jest całkowicie wiarygodna.”

W 2010 roku wystąpiła jako Ethel Brown w serialu telewizyjnym Richmala Cromptona stacji BBC One, Just William, Poppy w serialu ITV, Sekretny dziennik call girl (2011) i jako buntownicza Lady Rose Aldridge w ostatnim odcinku trzeciej serii serialu Downton Abbey. Jej postać została później włączona do stałej obsady czwartego i piątego sezonu. Ponadto wystąpiła w odcinku finałowym serialu, wyemitowanym w grudniu 2015 roku.
W 2012 roku zagrała także Korrinę w filmie wyprodukowanym przez Warner Bros., Gniew tytanów i wystąpiła w filmie Sprinterki, według scenariusza Noela Clarke, skupiającym się wokół grupy młodych lekkoatletek rywalizujących ze sobą na Igrzyskach olimpijskich.  W tym samym roku wcieliła się również w postać Katriny w Play House i Marijki w Definitely the Bahamas, spektaklach napisanych i wyreżyserowanych przez Martina Crimpa na deskach teatru Orange Tree w Richmond w ramach czterdziestej rocznicy teatru. Charles Spencer z gazety „The Daily Telegraph” napisał:

„Przekonywająco zagrana mieszanka zgorszenia i głębokiego uczucia Obiego Abiliego i Lily James – mieszanki neurotyzmu i entuzjastycznego seksualnego uroku.”

W 2015 roku zagrała rolę tytułową w aktorskim filmie wytwórni Disneya Kopciuszek, mającym premierę 13 marca 2015 roku. Wystylizowana na Kopciuszka uczestniczyła w sesji zdjęciowej do grudniowego wydania Vouge z 2014 roku. Zaliczyła także muzyczny debiut w trakcie napisów końcowych do tej produkcji, śpiewając piosenkę „A Dream is a Wish Your Heart Makes”, z klasycznej animacji disneyowskiego Kopciuszka z 1950 roku.
W 2017 roku  zagrała w filmie Baby Driver w reżyserii Edgara Wrighta; wcieliła się w rolę Debory, grając razem z Anselem Elgortem u boku Kevina Spaceya.
W 2018 roku zagrała młodą Donnę Sheridan w filmie Mamma Mia: Here We Go Again!, będącym sequelem filmu Mamma Mia! z 2008 roku.

## Życie prywatne
W latach 2011–2012 była związana z Jackiem Foxem. W czerwcu 2014 związała się z aktorem Mattem Smithem, z którym grała w filmie Duma i uprzedzenie, i zombie. Rozstali się pod koniec 2019.

## Filmografia

### Film
| Rok  | Tytuł                                                                | Rola                 | Uwagi                                                              |
| ---- | -------------------------------------------------------------------- | -------------------- | ------------------------------------------------------------------ |
| 2012 | Chemistry                                                            | Ines                 | krótkometrażowy                                                    |
| 2012 | Gniew tytanów                                                        | Korrina              |                                                                    |
| 2012 | Broken                                                               | starsza Skunk        |                                                                    |
| 2012 | Sprinterki                                                           | Lisa Temple          |                                                                    |
| 2015 | Kopciuszek                                                           | Kopciuszek           | zaśpiewała także cover piosenki A Dream Is A Wish Your Heart Makes |
| 2015 | Ugotowany                                                            | Sara                 |                                                                    |
| 2016 | Duma i uprzedzenie, i zombie                                         | Elizabeth Bennet     |                                                                    |
| 2016 | The Kaiser's last kiss                                               | Mieke                | inny tytuł filmu to The Exeption                                   |
| 2017 | Baby Driver                                                          | Debora               |                                                                    |
| 2017 | Czas mroku                                                           | Elizabeth Layton     |                                                                    |
| 2018 | Stowarzyszenie Miłośników Literatury i Placka z Kartoflanych Obierek | Juliet Ashton        |                                                                    |
| 2018 | Mamma Mia: Here We Go Again!                                         | młoda Donna Sheridan |                                                                    |
| 2018 | Little Woods                                                         | Deb                  |                                                                    |
| 2019 | Yesterday                                                            | Ellie                |                                                                    |
| 2019 | Rare Beasts                                                          | Cressida             |                                                                    |
| 2020 | Rebeka                                                               | pani de Winter       |                                                                    |
| 2021 | The Dig                                                              | Peggy Piggott        |                                                                    |
| 2022 | What's Love Got to Do With It?                                       | Zoe                  | w postprodukcji                                                    |

### Telewizja
| Rok       | Tytuł                       | Rola               | Uwagi                                                                                       |
| --------- | --------------------------- | ------------------ | ------------------------------------------------------------------------------------------- |
| 2010      | Just William                | Ethel Brown        | 4 odcinki                                                                                   |
| 2011      | Sekretny dziennik call girl | Poppy              | 8 odcinków                                                                                  |
| 2012–2015 | Downton Abbey               | Lady Rose MacClare | 21 odcinków Nagroda SAG za wybitny występ zespołu aktorskiego w serialu dramatycznym w 2014 |
| 2016      | Wojna i pokój               | Natasza Rostowa    |                                                                                             |
| 2021      | Pogoń za miłością           | Linda Radlett      | 3 odc.                                                                                      |
| 2022      | Pam i Tommy                 | Pamela Anderson    | gł. rola, 8 odc.                                                                            |

## Nagrody i nominacje
| Rok  | Festiwal                             | Nagroda                                                   | Film / telewizja | Wynik     |
| ---- | ------------------------------------ | --------------------------------------------------------- | ---------------- | --------- |
| 2014 | Gildia Aktorów Filmowych             | Wybitny występ zespołu aktorskiego w serialu dramatycznym | Downton Abbey    | Wygrana   |
| 2015 | Teen Choice Awards 2015              | Ulubiona aktorka w filmie sci-fi lub fantasy              | Kopciuszek       | Nominacja |
| 2015 | Nagroda Kobieta Roku Harper’s Bazaar | Przełomowa rola                                           | Kopciuszek       | Wygrana   |